# Snökanon (väderfenomen)

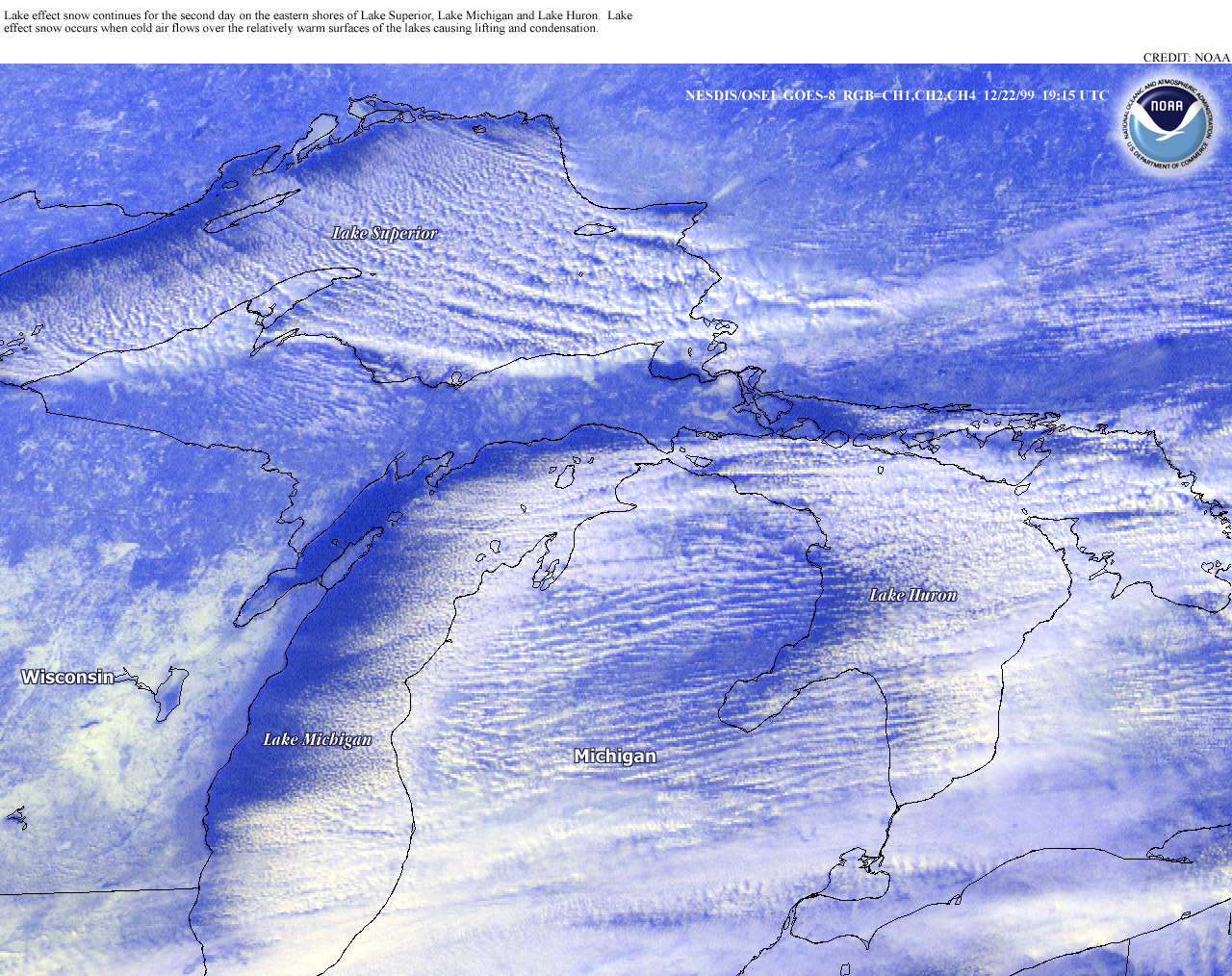
Sjösnö vid västliga vindar på Stora sjöarna i USA och Kanada.

Det relativt varma havsvattnet ger upphov till stora vertikala luftrörelser. Kraftiga snöbyar bildas över vattnet och förstärks, innan de med vindens hjälp drar in över land.

Snökanon eller sjösnö, på finlandssvenska även snöslunga, är ett väderfenomen som kan uppstå i kustområden vintertid och orsaka kraftigt snöfall.
Fenomenet uppstår när en stor mängd kall luft strömmar ut över öppet vatten som fortfarande håller relativt hög temperatur. Temperaturkontrasten får stora mängder vatten att avdunsta och bilda moln som nästan omedelbart ger ifrån sig snö. Med vindens hjälp förs snöfallet vidare in över land där det förstärks. En snökanon kan ge ifrån sig mycket stora snömängder på kort tid och snön faller ofta i ett stråk längsmed vindriktningen. Ju längre luften transporteras över vatten, desto kraftigare snöbyar.

## Nordamerika
Snökanoner är vanliga i Nordamerika. När mycket kall luft från Kanada strömmar ner över de stora sjöarna kan det falla enorma snömängder över framför allt de östra stränderna av Eriesjön och Ontariosjön. Där är fenomenet känt under benämningen "lake-effect snow".

## Sverige
I Sverige är fenomenet vanligast längs kuststräckorna mellan Söderhamn och Stockholm samt mellan Västervik och Mönsterås. Men snökanoner kan även uppstå längs andra kuststräckor i landet då kall luft strömmar länga sträckor över öppet vatten, exempelvis vid Vättern (Vättersnö) och framför allt Vänern (Vänersnö).
En ökänd snökanon lamslog Gävleområdet i början av december 1998 (Snöstormen i Gävle 1998), där snödjupet steg från 1 till 131 centimeter på tre dygn. Oskarshamn drabbades av en snarlik snökanon 1985 och Skåne lamslogs vintern 1978–1979 av snö och vind. Snörekordet i Västervik 1929 orsakades förmodligen av snökanoner.

## Etymologi
Fenomenet har troligen fått sitt namn eftersom det på satellitbilder ser ut som att det står en stor snökanon ute på havet, och sprutar in snö över land.
Det tidigaste kända belägget för uttrycket snökanon bland meteorologer vid SMHI härrör ur en tidningsartikel från år 1987.